# Йон
 Тази статия е за частицата.  За френския департамент вижте Йон (департамент).  
Йоните са електрически заредени частици, образувани при отделяне или приемане на електрони от атоми или молекули. Положително заредените йони се наричат катиони и се означават със знак „+“ или с точка, например H+ или H.. Отрицателно заредените йони се наричат аниони и се означават със знак „-“ или щрих, например Cl- или Cl'.
Йон, състоящ се от един атом, се нарича атомен или моноатомен йон; ако има два или повече атома, се нарича молекулярен или полиатомен йон.

## Описание
При атомите броят на протоните в ядрото и броят на електроните в неговите обвивки е равен, при йоните те са различни. Йони се образуват чрез добавяне или отнемане на електрони към първоначално неутралните по отношение на заряд атоми и молекули. Когато йон се състои от един атом, той се нарича атомен или моноатомен. Ако йон се състои от повече атоми, той се нарича полиатомен или молекулярен.
При присъединяване на допълнителен електрон към външната обвивка на атома се образува отрицателно зареден йон. При този процес се отделя енергия. Положително зареденият йон се образува чрез отнемане на електрони. В този случай е необходимо въвеждане на енергия, не по-ниска от йонизационния потенциал.
При описание на някои процеси и химически съединения, например дисоциация, електролиза, йонни кристали и др., за отрицателните и положителните йони се използват съответно термините „аниони“ и „катиони“.

## Етимология
Названията „йон“, „катион“ и „анион“ произлизат от гръцките думи – ἲον („вървящ“), κατά (долу) + ἰών (идващ), ἀνά (нагоре) + ἰών (идващ) и съответно означават „вървящ“, „слизащ надолу“ и „вървящ нагоре“ .

## История
Съществуването на йони се установява от физика Майкъл Фарадей през 1834 г., когато той изучава въздействието на електрическото поле върху водните разтвори на различни химически съединения. Термините „йон“, „катион“ и „анион“ Фарадей въвежда с помощта на Уилям Хюел (William Whewell), известен по това време учен с енциклопедични познания. При обсъждане на експериментите на Фарадей Хюел предлага да се използват термините „анод“ и „катод“ за двата противоположно заредени електрода. Въз основа на тези термини той извежда и названията на привличаните от тях йони.
По-късно, шведският учен Сванте Арениус в своята дисертация от 1884 г. разработва основите на теорията на дисоциация и чрез нея обяснява наблюдаваните в експериментите на Фарадей заредени частици в разтворите на твърдите соли. Тази научна работа носи на Арениус Нобелова награда за химия през 1903 г. .

## Разпространение
Йони могат да присъстват във всички агрегатни състояния на веществото – в кристали, в течни разтвори и сплави, в газ и плазма. Те са структурни единици в съединения с йонна химическа връзка.
В природната среда йони се съдържат в минералните води, като видът им и тяхната концентрация определят характеристиките на тези води. В тях има както моноатомни катиони, така и моноатомни и полиатомни аниони.
Във въздуха йони се образуват под въздействието на слънчеви лъчи (ултравиолет), генерират се от растения, има ги около бурни водни потоци, появяват в резултат на светкавици и други природни явления. Чистият въздух в горите, край водопадите, на морето е наситен с полезните за човешкото здраве аниони.

## Йонизация
Най-използваните методи за йонизация на веществото са:
- Електронна йонизация – реализира се чрез облъчване с електрони с достатъчно висока енергия, обикновено десетки eV.[10]
- Химическа йонизация – смята се за по-мек метод от електронната йонизация. За целта се използва предварително йонизиран газ-реагент (обикновено метан). Енергиите при този процес са по-ниски и той се прилага за йонизиране на молекули, за да се избегне тяхната голяма фрагментация.[10][11]
- Йонизация в електрическо поле – методът се прилага за създаване на йонни източници за масспектрометри.[12]
- Лазерна десорбция/йонизация – използват се лазерни импулси за йонизация на биомолекули и полимери.[13][14]